# Clase Moltke
La clase Moltke fue una clase de buque integrada por dos cruceros de batalla de la Armada Imperial Alemana construidos entre 1905 y 1907. Los buques eran una mejora del diseño de su predecesor, el Von der Tann, el primer crucero de batalla alemán, único buque de su clase.

## Desarrollo
En mayo de 1907, la oficina naval alemana decidió continuar el desarrollo del Von der Tann agrandando el diseño. Se decidió aumentar el número de cañones de la artillería principal a 10, manteniendo su calibre, e incrementar también el blindaje con respecto al Von der Tann, con una velocidad máxima de diseño de 24,5 nudos (que finalmente fueron 28).
Se firmaron los contratos con Blohm & Voss bajo los nombres de "Crucero G" y "Crucero H" en 1909. El "crucero G" fue dado de alta el 30 de septiembre de 1911, como SMS Moltke. Su gemelo, el SMS Goeben, fue dado de alta el 2 de julio de 1912.

## Diseño

### Armamento
El armamento fue aumentado a 10 piezas de 280 mm (11”) en cinco torres gemelas, de las cuales una se situaba a proa, dos a popa de manera superpuesta y las dos restantes estaban una a babor y la otra a estribor. Las torres inicialmente permitían una elevación de 13° para un alcance máximo de 18 100 metros, aunque en 1916 se les dotó de los mecanismos necesarios para una elevación de 16°, que permitían a su artillería un alcance de 19 100 m. El buque podía transportar un total de 810 proyectiles de 280 mm.
El armamento secundario consistía en doce cañones de 150 mm (5,9”), e inicialmente doce piezas de 88 mm (3,45”), que luego fueron retiradas y substituidas por cañones antiaéreos del mismo calibre en su superestructura. El buque también portaba cuatro tubos lanzatorpedos de 500 mm uno a proa, otro a proa y los dos restantes, uno en cada banda, con un total de 11 torpedos almacenados.

### Blindaje
El nivel de protección de la clase Moltke se incrementó, respecto al Von der Tann, hasta los 100 mm en la parte delantera de su cinturón blindado, 270 mm en la zona central y 100 mm en la parte posterior. Las casamatas estaban protegidas por 150 mm verticalmente y 35 mm en sus cubiertas. La torre de mando estaba protegida por un espesor de entre 350 y 200 mm, las torres, por 230 mm el frontal, 180 mm los laterales y 90 mm la cubierta. El blindaje de la cubierta era de 50 mm al igual que los bulgues antitorpedo. En áreas menos críticas, su blindaje era de 30 mm. Al igual que el Von der Tann, el blindaje era de acero Krupp cementado y niquelado.

## Historial de servicio
Los buques de la clase Moltke se distinguieron durante la Primera Guerra Mundial. 
El SMS Moltke participó en varias batallas en el mar del Norte, incluyendo la batalla del banco Dogger, la batalla de Jutlandia y la segunda Batalla de Heligoland. Tras el final de la guerra en 1918, el Moltke, junto con la mayor parte de la Flota de Alta Mar, fue internado en Scapa Flow en espera de una decisión de los Aliados sobre el destino de la flota. El barco encontró su fin cuando fue hundido por su tripulación, junto con el resto de la Flota de Alta Mar en 1919 para evitar que fueran capturados por la Royal Navy. Los restos del naufragio del Moltke fueron recuperados el 10 de junio de 1927 y desguazados en Rosyth de 1927 a 1929.
Al comienzo de la guerra, el SMS Goeben fue transferido al Imperio Otomano, donde fue rebautizado Yavuz Sultan Selim hasta 1936, y posteriormente, simplemente Yavuz'. Su cesión ayudó a poner a los otomanos del lado de Alemania en la guerra. Bloqueó efectivamente el avance de Rusia en el Bósforo. El Goeben sirvió en la armada turca hasta 1971, fecha en la que fue vendido para desguace.